# Hundtjärnen (Svärdsjö socken, Dalarna)
Hundtjärnen är en sjö i Falu kommun i Dalarna och ingår i Gavleåns huvudavrinningsområde.